# Lucena
Lucena ist eine mittlere Kleinstadt in der spanischen autonomen Region Andalusien. Mit 43.086 Einwohnern (Stand: 2024) ist sie die zweitgrößte Stadt der Provinz Córdoba.

## Geschichte

### Frühgeschichte
In der Sierra de Aras, am südlichen Stadtrand von Lucena, wurde in der Cueva del Ángel ein rund 104.000 Jahre alter Backenzahn eines Neandertalers entdeckt, ein Beleg für die Anwesenheit von Individuen der Gattung Homo bereits im frühen Jungpleistozän.

### Mittelalter
Lucena war – zunächst unter dem Namen Eliosana, später dann unter maurischer Herrschaft in al-Andalus unter dem Namen Al-Yussena – als eine rein von Juden bewohnte Stadt berühmt, wobei diese Zuschreibung der mittelalterlichen Historiographen so kaum der Wahrheit entsprechen dürfte. Für die Juden galt Lucena als die Perle von Sefarad.

### Neuzeit
Eine gewisse historische Berühmtheit erlangte die Stadt durch eine Schlacht vor ihren Toren im Jahr 1483, wenige Jahre vor Vollendung der Reconquista durch die katholischen Könige Ferdinand II. und Isabella I. Seit 1479 in offenem Konflikt mit den katholischen Königen, versuchte Boabdil, letzter verbliebener Mauren-Herrscher auf der Iberischen Halbinsel, 1483 das damals im Grenzland zu den bereits von den Christen zurückeroberten Gebieten liegende Städtchen Lucena einzunehmen. Im Verlauf dieser Schlacht wurde er aber gefangen genommen, in der Burgfestung Castillo del Moral gefangengehalten und erst gegen Zahlung von 12.000 Goldstücken freigelassen. Keine zehn Jahre später, mit der Übergabe der Stadt Granada im Jahr 1492 durch Emir Boabdil an die katholischen Könige war die Reconquista vollendet.

## Sehenswürdigkeiten
Oberhalb der Stadt, auf dem Gipfel der Sierra de Aras, liegt eine kleine Kapelle, die Ermita der Virgen de Araceli, der Schutzheiligen Lucenas und der andalusischen Felder.

## Wirtschaft
Lucena ist eines der dynamischsten Wirtschaftszentren Südspaniens, insbesondere durch seine boomende Möbelindustrie.
Die wichtigsten landwirtschaftlichen Produkte der Region sind neben Oliven und Olivenöl insbesondere auch die starken, Sherry-ähnlichen Weißweine der Anbauregion D.O. Montilla-Moriles.

## Persönlichkeiten
- Ernestina Maenza (1908–1995), Skirennläuferin